# 1281
سنة 1281 كانت سنة بسيطة تبدأ يوم الأربعاء (الرابط يظهر نموذج التقويم الكامل للسنة) من التقويم اليولياني.

## مواليد
- الفاضل اليمني
- ابن الحاج البلفيقي

## وفيات
- أرطغرل.
- حليمة خاتون
- جوبان القواس.